# Lô Loan
Lư Loan hay Lô Loan (tiếng Trung: 卢湾区, Hán Việt: Lư/Lô Loan khu) đã từng là một quận của thành phố trực thuộc trung ương Thượng Hải, Cộng hòa Nhân dân Trung Hoa. Đây từng là một quận nội thành của thượng Hải. Quận này có diện tích 8,02 km2, dân số năm theo điều tra dân số năm 2000 là 328.900 người. Ngày 26 tháng 7 năm 2011, quận Lô Loan sáp nhập với quận Hoàng Phố cũ để trở thành quận Hoàng Phố mới.